# Gisela Weimann
Gisela Weimann (* 1943 in Bad Blankenburg) ist eine deutsche Künstlerin, die in Berlin lebt. Ihre Arbeiten werden international gezeigt und umfassen Ausstellungen, Klanginstallationen und multimediale Performances. Außerdem verfasst sie künstlerische und kunstwissenschaftliche Texte, die sie bereits in Magazinen und eigenen Buchbänden veröffentlicht hat. In ihren Werken standen vor allem in der Vergangenheit explizit politische und feministische Themen im Vordergrund.
2002 erhielt sie den Kritikerpreis für Bildende Kunst des Verbandes der Deutschen Kritiker e.V.
Neben ihren Reisen und Arbeitsaufenthalten im Ausland hat Gisela Weimann zahlreiche Kollaborationen mit anderen Künstlerinnen und Künstlern durchgeführt.
Sie ist mit ihren Arbeiten im Sculpture network vertreten.

## Leben und Werk

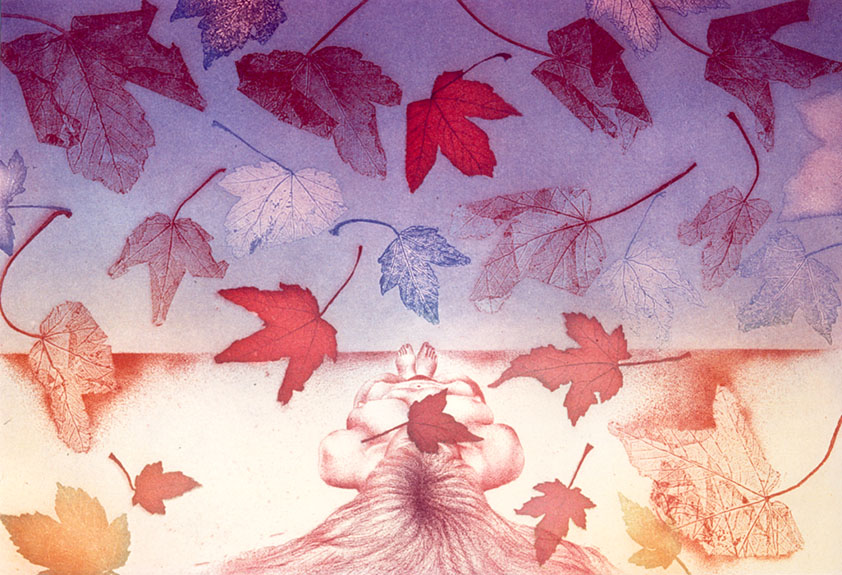
Fall, Aquatinta-Radierung, London 1972

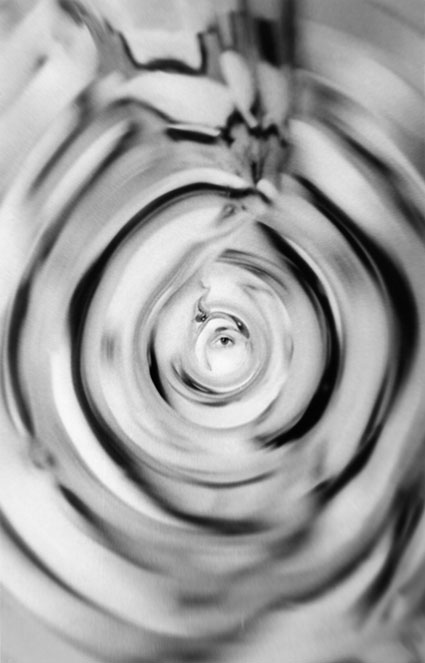
Porträt, Spiegelnde Röhre vorm Objektiv, London 1971

Zahlreiche Reisen sowie Studien- und Lehraufenthalte im Ausland prägen den Lebensweg der Künstlerin.
Nach ihrer künstlerischen Grundausbildung an den Kunstschulen in Münster und Bremen und einer Ausbildung zur Fremdsprachenkorrespondentin studierte Gisela Weimann ab 1965 Malerei an der Universität der Künste Berlin, wo sie ihr Studium 1971 als Meisterschülerin abschloss. Im Anschluss daran erhielt sie ein Stipendium des DAAD und studierte bis 1972 freie Grafik und experimentelle Fotografie am Royal College of Art in London. Von 1972 bis 1976 war sie Dozentin für freie Grafik am Medway College of Design Rochester, Kent, und am Gloucestershire College of Art and Design Cheltenham. Danach lebte sie von 1976 bis 1978 als freischaffende Malerin in Berlin. 1978 erhielt sie Luftbrücken- und Fulbright-Stipendien für ein Studium am San Francisco Art Institute, San Francisco/USA (Bachelor of Art), wo sie bis 1979 Film und Fotografie studierte. Nach ihrem Studium lebte sie bis 1981 in Tepoztlán, Mexiko und unterhielt dort ein eigenes Atelier. Zurück in Berlin, arbeitete sie weiter als freischaffende Künstlerin. Sie bezog mit zwei anderen Kunstschaffenden die Räume einer aufgegebenen Zweigstelle der Weddinger Stadtbücherei am Schillerpark. Mit dieser Nutzungsumwandlung zum ersten bezirklichen Gemeinschaftsatelier sollte eine Aufwertung des als amusisch geltenden Wedding erfolgen und gleichzeitig billiger Atelierraum geschaffen werden. Die Künstlergruppe handelte – obwohl ein Mieterwechsel alle zwei bis drei Jahre vorgesehen war – ein Dauerwohnrecht aus. Da die Künstler nicht vom Bilderverkauf leben konnten, übten sie zeitweise ihre erlernten Berufe aus: Weimann dolmetschte auf internationalen Veranstaltungen. 1982 übernahm sie eine Anstellung bei der Volkshochschule Berlin-Wedding, wo sie bis 1987 als Leiterin des Fachbereichs Kunst und Kreativität tätig war. Ihr Engagement in der dezentralen kulturellen Bildung setzte sie von 1990 bis 1993 mit der Projektleitung der Galerie Lebendiges Museum der Volkshochschule Wedding fort. Ab 1996 bis 2004 lehrte sie als DAAD-Gastdozentin an den Kunstfakultäten der Universitäten in Salamanca und Madrid/Spanien, in Klausenburg/Rumänien und an der Universidad Autónoma Metropolitana in Mexiko-Stadt.
1997 erhielt sie ein Residenzstipendium der Villa Aurora in Los Angeles und 2009 Residenzstipendien der Emily Harvey Foundation in Venedig/Italien und des Kunstvereins Frankfurt-Oder. Für ihr europäisches Musiktheaterprojekt Oper für 4 Busse wurde ihr 2000 eine Förderung durch die Stiftung Kulturfonds und den Hauptstadtkulturfonds Berlin zugestanden. 2002 wurde ihr der Deutsche Kritikerpreis für Bildende Kunst verliehen. 2011, 2012 und 2013 arbeitete sie im Centre d’Art Contemporain d'Essaouira/Marokko und 2014 im Maison d’Art Contemporain in Asilah/Marokko.
Gisela Weimann setzt bei ihrer Arbeit zahlreiche unterschiedliche Ausdrucksmedien ein. Stefanie Endlich sagte in ihrer Laudatio über Gisela Weimann:
„[…] Breite und Vielfalt ihrer künstlerischen Ausdrucksform und Arbeitsweise reichen von Malerei und Grafik, Fotografie und Film, Mail Art, Installationen und Environments bis zu multimedialen Projekten, Aktionen, Performances und Kunst im öffentlichen Raum. Und spartenspezifische Grenzen überwindet sie durch interkulturelle und interdisziplinäre Zusammenarbeit mit Künstlerinnen und Künstlern aus dem Theater-, Musik- und Filmbereich sowie mit Wissenschaftlerinnen und Wissenschaftlern unterschiedlicher Disziplinen […]“

## Ausstellungen (Auswahl)
- 1977: Erste Einzelausstellung, Europäische Akademie Berlin
- 1978: Frauen aus einem Mietshaus in Wedding, erste thematische Einzelausstellung, Happ Galerie Berlin
- 1989: Referenzen I–VII, sieben Ausstellungen der Künstlergruppe Sieben / 87, Karo Galerie Berlin
- 2001: Oper für 4 Busse, Museumsinsel Festival Berlin
- 2005: Transatlantische Impulse, Martin-Gropius-Bau, Berlin
- 2007: Frida a los 100 años, Haus am Kleistpark, Berlin, Gemeinschaftsausstellung zum 100. Geburtstag von Frida Kahlo[9]
- 2008: Espacios Mediterraneos, Casa de las Conchas, Salamanca, Spanien
- 2008: Bläserballett I / Aurora, „Body Navigation Festival“, St. Petersburg, Russland
- 2010: La Notte Blu, Teatro Fondamenta Nuove, Venedig, Italien und Galerie futura, Berlin
- 2011: Memorias, Palacio de la Mosquera, Arenas de San Pedro, Spanien
- 2011/2012: Zeitgedanken, Berlin 1981–2007 in: Keine Zeit, G.A.S-station Berlin, Gruppenausstellung
- 2012: Welt in Flammen, Casablanca Biennale, Marokko
- 2013: Anfang Ende Hier Jetzt, Einzelausstellung, Kunsthalle Brennabor, Brandenburg an der Havel[10]
- 2013/2014: Evas aktuelles Angebot: Geklonte Äpfel in: Die Perfektheit und das Fehler, G.A.S-station Berlin
- 2014: Mein Schatten bleibt, Einzelausstellung, Haus der Kunst Brünn, Tschechische Republik: In dieser Arbeit bezieht sie sich auf Peter Schlemihls wundersame Geschichte über den Schatten von Adelbert von Chamisso[11]
- 2014/15: Une mer deux rivages. MAC.A, Asilah, Marokko
- 2015: Fragments of the Other. Performance mit Andor Kömives im Kunstmuseum in Cluj-Napoca, Rumänien
- 2016: Welcome to Futuristan. Multimediale Ausstellung der galerie futura, Berlin
- 2020: Die Wand / KONJUGATIONEN / Über das Irren, G.A.S-station Berlin

## Veröffentlichungen (Auswahl)
- Werkstattbesuche bei Künstlern in Berlin-Wedding, Band I und II, herausgegeben von Ursula Diehl und Gisela Weimann, FAB Verlag, Berlin 1988 und 1989, ISBN 3-9801875-9-4 und ISBN 3-927551-03-1.
- Werkwechsel I, GEDOK, 1989, ISBN 3-927551-10-4.
- Ein Paradox zieht Kreise – Das Lebendige Museum wird zur Institution, Galerie Lebendiges Museum, Berlin 1990. OCLC 901126202
- Von Asien nach Europa, Selbstverlag, 1995
- Reflexionen / Reflections dt./engl., VDG Weimar, 2002, ISBN 3-89739-302-6.
- Cow School: Guidelines for Classes. In: n.paradoxa international feminist art journal, Vol. 15, Jan. 2005, S. 13–17
- Jerzy Olek „Ujezdzanie muzyki“ (Riding the Music) in: Rita Baum, No. 10, 2006, Seite 220–221, ISSN 1429-852X
- Geteilte Zeit: Fragen und Antworten, VDG Weimar, 2007, ISBN 3-89739-566-5.[12]
- Shared and/or Divided Times: Questions and Answers. In: n.paradoxa international feminist art journal, issue no.20, April/2008, KT press, ISSN 1462-0426.
- Europe in Exile. In: n.paradoxa international feminist art journal, issue no.20, April/2008, KT press, ISSN 1462-0426.
- La Notte Blu in: n.paradoxa international feminist art journal, Vol. 24, Juli 2009, S. 45–48,
- Ave Maria – Die Verkündigung an Maria in modernen Kunstwerken in: Perspektivenwechsel, Diözesan-Museum Bamberg 2013, Seite 170–171, ISBN 978-3-931432-32-4.
- Culture and Cosmos in: Culture and Cosmos, Vol. 16, 2012, S. 429–437, ISSN 1368-6534.

## Rezeption
Im feministischen Kunstmagazin n.paradoxa – international feminist art magazin wurde 2016 ein ausführliches Interview mit Gisela Weimann von der Kunstwissenschaftlerin Sarah Frost über Klang und Stille ihrer Arbeiten veröffentlicht.
Stefanie Endlich sagte in ihrer Laudatio: „Gisela Weimanns besondere Arbeitsweise ist charakterisiert von einem Spannungsfeld zwischen ihrer individuellen künstlerischen Handschrift auf der einen Seite und einem durch ihre Initiativen entstandenen umfassenden Netzwerk mit weitreichenden Wechselwirkungen auf der anderen.“
Die Kunstwissenschaftlerin Brigitte Hammer schrieb im Projekt-Buch Referenzen Sieben/87: „Gisela Weimanns künstlerisches Werk entwickelt sich in miteinander verbundenen thematischen Zyklen, deren Elemente aus dem Bewußtsein der Endlichkeit des Lebens, der Erfahrung der Begrenztheit menschlichen Seins und von der Sehnsucht nach Vollkommenheit und Ganzheit bestimmt werden. Ob sie thematische Essen mit Künstlerkollegen und anderen Menschen gestaltet oder 1988 jeden Tag ein Selbstporträt malt, immer sind ihre Aktionen von der Suche nach Bleibendem in der Veränderung, nach Ergänzung durch Austausch bestimmt, sind ein permanenter Versuch der Integration und Verbindung von Kunst und Leben.“